# Bénaménil
Bénaménil är en kommun i departementet Meurthe-et-Moselle i regionen Grand Est (tidigare regionen Lorraine) i nordöstra Frankrike. Kommunen ligger i kantonen Lunéville-Sud som tillhör arrondissementet Lunéville. År 2022 hade Bénaménil 590 invånare.

## Befolkningsutveckling
Antalet invånare i kommunen Bénaménil
| Referens: INSEE |